# Bojko Borisov
Bojko Metodiev Borisov (Bulgaars: Бойко Методиев Борисов) (Bankja, 13 juni 1959) is een Bulgaars politicus die sinds 2006 leider is van de partij GERB. Hij diende driemaal als premier van Bulgarije, gedurende de periodes 2009–2013, 2014–2017 en 2017–2021. Eerder was hij van 2005 tot 2009 burgemeester van Sofia.

## Leven
Borisov was in de jaren tachtig coach van het nationale Bulgaarse karate-team en werkte daarnaast op het ministerie van Binnenlandse Zaken. In 1991 richtte hij een beveiligingsbedrijf op en droeg zorg voor de persoonlijke beveiliging van vooraanstaande politici als Todor Zjivkov en Simeon Sakskoboerggotski. In 2001 werd hij benoemd tot secretaris-generaal op het ministerie van Binnenlandse Zaken en daarmee tot hoogste chef van de Bulgaarse politie. In 2005 werd hij gekozen in het Bulgaarse parlement als lid van de Nationale Beweging Simeon II. In hetzelfde jaar gaf hij zijn zetel echter op nadat hij tot burgemeester van Sofia was gekozen. In 2006 richtte hij vervolgens de centrumrechtse politieke beweging Burgers voor Europese Ontwikkeling van Bulgarije (GERB) op, die in 2007 de meeste stemmen kreeg bij de Europese verkiezingen.
In 2009 versloeg hij tijdens de parlementsverkiezingen de communisten, waarna Borisov minister-president werd van een centrumrechtse minderheidsregering. Na zijn verkiezingsoverwinning zei Borisov: “Op 16 september 1944 hebben zij mijn grootvader als een hond vermoord, vandaag huldig ik hem door hen van de troon te stoten”. Critici hekelen zijn autoritaire stijl van leidinggeven en zijn populisme. Op 13 maart 2013 werd Borisov opgevolgd als premier door Marin Raykov. In november 2014 echter werd hij opnieuw minister-president, nadat zijn partij GERB de verkiezingen had gewonnen, met 84 op 240 zetels. Zijn tweede kabinet bleef aan de macht tot januari 2017.
Na de verkiezingen van maart 2017, waarbij GERB opnieuw de grootste partij werd, vormde Borisov opnieuw een regering. Zijn derde termijn als premier ging op 4 mei 2017 van start. Ditmaal bekleedde hij het ambt tot mei 2021. Gedurende deze periode had Borisov vaak felle onenigheid met president Rumen Radev.
Op 17 maart 2022 werd Borisov aangehouden op beschuldiging van misbruik van EU-gelden. Het was deel van een reeks arrestaties in verband met 120 onderzoeken door het Europees Openbaar Ministerie in Bulgarije naar fraude met landbouwsubsidies, coronafondsen en openbare aanbestedingen.

### Persoonlijk
Borisov heeft een relatie met Svetelina Borislavova, de directeur van de Bulgaarse SIBank.
Bijzonder is dat hij op 25 augustus 2013 debuteerde als voetballer voor tweedeklasser FK Vitosha Bistritsa. Hij is daarmee de oudste speler die actief was in het Bulgaarse betaaldvoetbal.